# Birkan Batuk
Birkan Batuk (Estambul, 30 de enero de 1990) es un baloncestista turco que pertenece a la plantilla del Gaziantep Basketbol de la Türkiye Basketbol Süper Ligi, la primera categoría del baloncesto turco. Con 1,96 metros de estatura, juega indistintamente en las posiciones de escolta o alero.

## Trayectoria deportiva

### Profesional
Comenzó a jugar en las categorías inferiores del Ülkerspor, firmando su primer contrato profesional con el Alpella S.K. en 2006. Jugó dos temporadas, promediando en la segunda de ellas 2,8 puntos y 1,0 rebotes por partido. En 2008 ficharía por el Trabzonspor Basketbol Kulübü, entonces en la Türkiye Basketbol 2. Ligi.
En 2009 fichó por el Pınar Karşıyaka, donde jugó tres temporadas, promediando en la última de ellas 11,0 puntos y 2,1 rebotes por partido.
En el verano de 2012 fue traspasado al Anadolu Efes S.K., equipo por el que fichó por dos temporadas, siendo renovado en 2016 por dos temporadas más.
El 20 de junio de 2016, firmó contrato por dos temporadas con el Darüşşafaka Doğuş.
En la temporada 2022-23, firma por el Gaziantep Basketbol de la Türkiye Basketbol Süper Ligi, la primera categoría del baloncesto turco.

### Selección nacional
Ha jugado con la selección de Turquía en sub-16, sub-18 y sub-20, y finalmente desde 2013 en la selección absoluta, con la que ganó los Juegos Mediterráneos de Mersin 2013. Participó también en el Eurobasket 2013 celebrado en Eslovenia.